# Jak Ali Harvey
Jak Ali Harvey (nom de naissance Jacques Montgomery Harvey, né le 4 mai 1989, paroisse de Hanover en Jamaïque) est un athlète turc, spécialiste du sprint. Son transfert pour la Turquie a été autorisé au 25 juillet 2014.

## Carrière
Il détient le record national turc du relais 4 × 100 m, à Ankara en 2014, record qu'il porte avec ses coéquipiers à 38 s 79 à Erzurum le 25 juillet 2015. Le 4 juin 2016, il porte ce record à 38 s 69 à Šamorín, avec ses coéquipiers Emre Zafer Barnes, İzzet Safer et Ramil Guliyev.
Ses meilleurs temps sont :
- sur 100 m, 10 s 04 à Ankara le 24 août 2013, qu'il améliore en 10 s 03, record national de Turquie, lors du gala des Castelli à Bellinzone le 21 juillet 2015,
- sur 200 m, 20 s 44 à Courtrai le 14 juillet 2013.

Il contribue à la médaille d'argent de la Jamaïque lors des Jeux d'Amérique centrale et des Caraïbes de 2010 en remportant la série du relais 4 x 100 m en 38 s 96. Il remporte le 100 m, en 10 s 14 lors de l'Universiade de 2011 à Shenzhen.
Le 12 juin 2016, il court le 100 m en 9 s 92 à Erzurum, en altitude.
Il remporte le 100 m du Bauhaus-Galan 2016, étape de la Ligue de diamant, dans des conditions atmosphériques difficiles. Le 7 juillet 2016, il remporte la médaille d'argent du 100 m, à égalité de temps avec le vainqueur Churandy Martina, 10 s 07, 1/100e devant Jimmy Vicaut lors des Championnats d'Europe à Amsterdam. Le 18 août 2016, en demi-finale des Jeux olympiques à Rio, le relais composé de İzzet Safer, Jak Ali Harvey, Emre Zafer Barnes et Ramil Guliyev bat à nouveau le record national en 38 s 30, sans réussir à se qualifier pour la finale.
Il remporte le meeting de Dessau en 10 s 05 (+ 0,2 m/s).
Le 28 juin 2018, il décroche la médaille d'or du 100 m des Jeux méditerranéens de Tarragone en 10 s 10, devançant très largement son compatriote Emre Zafer Barnes (10 s 32) et l'Italien Federico Cattaneo (10 s 37).
Le 15 juillet 2018, il court en 10 s 01 à Erzurum et le relais en 38 s 68. Le 7 août 2018, en finale des championnats d'Europe de Berlin, Harvey remporte la médaille de bronze en 10 s 01, derrière les Britanniques Zharnel Hughes (9 s 95) et Reece Prescod (9 s 96). Cinq jours plus tard, avec le relais turc, Jak Ali Harvey devient vice-champion d'Europe du relais 4 x 100 m en 37 s 98, nouveau record de Turquie, derrière l'équipe du Royaume-Uni (37 s 80).

## Palmarès
| Date                     | Compétition              | Lieu                     | Résultat                 | Épreuve                  | Temps                    |
| Représentant la Jamaïque | Représentant la Jamaïque | Représentant la Jamaïque | Représentant la Jamaïque | Représentant la Jamaïque | Représentant la Jamaïque |
| ------------------------ | ------------------------ | ------------------------ | ------------------------ | ------------------------ | ------------------------ |
| 2011                     | Universiade              | Shenzhen                 | 1er                      | 100 m                    | 10 s 14                  |
| Représentant la Turquie  |                          |                          |                          |                          |                          |
| 2015                     | Championnats des Balkans | Pitești                  | 1er                      | 100 m                    | 10 s 11                  |
| 2015                     | Championnats des Balkans | Pitești                  | 1er                      | 4 × 100 m                | 39 s 35                  |
| 2016                     | Championnats d'Europe    | Amsterdam                | 2e                       | 100 m                    | 10 s 07                  |
| 2017                     | Championnats des Balkans | Novi Pazar               | 1er                      | 100 m                    | 10 s 11                  |
| 2017                     | Championnats des Balkans | Novi Pazar               | 1er                      | 200 m                    | 20 s 56                  |
| 2017                     | Championnats du monde    | Londres                  | 7e                       | 4 × 100 m                | 38 s 73                  |
| 2018                     | Jeux méditerranéens      | Tarragone                | 1er                      | 100 m                    | 10 s 10                  |
| 2018                     | Jeux méditerranéens      | Tarragone                | 2e                       | 4 × 100 m                | 38 s 50                  |
| 2018                     | Championnats d'Europe    | Berlin                   | 3e                       | 100 m                    | 10 s 01                  |
| 2018                     | Championnats d'Europe    | Berlin                   | 2e                       | 4 × 100 m                | 37 s 98                  |
| 2018                     | Coupe continentale       | Ostrava                  | 4e                       | 100 m                    | 10 s 19                  |
| 2018                     | Coupe continentale       | Ostrava                  | 2e                       | 4 × 100 m                | 38 s 96                  |
| 2019                     | Relais mondiaux          | Yokohama                 | 7e                       | 4 × 100 m                | 39 s 13                  |
| 2019                     | Jeux européens           | Minsk                    | 3e                       | 100 m                    | 10 s 42                  |
| 2022                     | Jeux méditerranéens      | Oran                     | 1er                      | 100 m                    | 10 s 15                  |
| 2022                     | Jeux méditerranéens      | Oran                     | 2e                       | 4 × 100 m                | 38 s 98                  |
| 2022                     | Championnats d'Europe    | Munich                   | 7e                       | 4 x 100 m                | 39 s 20                  |

## Records
| Épreuve | Temps       | Lieu    | Date             |
| ------- | ----------- | ------- | ---------------- |
| 100 m   | 9 s 92 (NR) | Erzurum | 12 juin 2016     |
| 200 m   | 20 s 38     | Ankara  | 5 septembre 2015 |